# Phare de Sant Sebastià
Le phare de Sant Sebastià  est un phare situé dans la ville de Palafrugell, sur la Costa Brava , dans la Province de Gérone (Catalogne) en Espagne. Il est le plus puissant de la côte catalane et se trouve sur le site archéologique de San Sebastián de la Guarda.
Il est classé Bien d'intérêt culturel à l'Inventaire du patrimoine architectural de Catalogne.
Il est géré par l'autorité portuaire du Port de Barcelone.

## Histoire
Ce phare a été prévu par le ministère du Développement dans le Plan général d'éclairage maritime pour l'Espagne et les îles adjacentes de 1851. Le projet final a été confié à  l'ingénieur Josep Maria Faquineto et les travaux ont été faits par l'entrepreneur de Barcelone José Auxich Casals. C'est une tour cylindrique en maçonnerie, avec galerie et lanterne, sur le toit d'une maison d'un gardien de maçonnerie de deux étages. Le phare, de 13 m de haut, est peint en blanc et la lanterne ainsi que sont dôme sont en verre. Il est situé sur le côté est de Llafranc à environ 4 km au sud-est de Palafrugell.
Dans un premier temps le service de gardiennage était assuré par trois gardiens de phare qui vivaient sur les lieux. Les progrès technologiques ont réduit le personnel nécessaire pour faire fonctionner jusqu'à son automatisation le 1er août 1999. Quelques mois après l'inauguration, il y eut des travaux pour clore la cour avec une rambarde de fer.D'autres grands travaux sur la structure furent réalisés d'avril 1963 à Juillet 1966. La tour d'origine fut démolie et remplacée par celle actuelle qui reçut un système optique aéromaritime plus moderne. Le 11 décembre 1970, une balise radio a commencé à émettre des lettres SN en code morse, ce qui facilita le positionnement maritime des navires en dehors du repérage visuel.
Le phare de Sant-Sébastiá, entièrement automatisé, a le plan focal le plus haut (167 m) de la côte catalane et le plus puissant avec une visibilité de 32 miles (environ 59 kilomètres). Le 18 mai 2000, un protocole de coopération a été signé entre le Conseil municipal de Palafrugell et l'Administration portuaire de Barcelone qui permet qu'une partie du site soit ouvert au public pour un usage pédagogique lié à la mer, à la nature et au patrimoine local.
Le 1er octobre 2007, le phare a fêté ses 150 ans. En Mars 2012, le Conseil municipal de Palafrugell a annoncé un projet d'une valeur de 392,000 euros pour adapter le site et développer un centre d'interprétation du patrimoine des phares, de l'environnement et des communications maritimes pour la fin de l'été 2014. En 2014, quinze employeurs catalans ont signé le Manifeste du Phare à travers lequel est soutenu le Pacte national pour le droit de décider.
Identifiant : ARLHS : SPA045 ; ES-31250 - Amirauté : E0470 - NGA : 5940 .
|       |
| Phare |

|             |
| La lanterne |

José M. Faquineto constructeur du Far de Sant Sebastià

### Lien connexe
- Liste des phares d'Espagne